# Carl Cain
Pour les articles homonymes, voir Cain (homonymie).
Carl Cain, né le 2 août 1934 à Freeport (Illinois) et mort le 2 juin 2024, est un joueur américain de basket-ball. Il joue au poste d'ailier fort.

## Palmarès
- Champion olympique 1956